# Ton Frinking
Antonius Bernardus Matthijs (Ton) Frinking (Groningen, 1 februari 1931 – Delft, 3 augustus 2022) was een Nederlands politicus.
De in Groningen geboren Frinking was een katholieke landmachtofficier die in de periode 1977-1993 defensiespecialist was in de Tweede Kamerfractie van het CDA. Hij speelde naar aanleiding van het NAVO-dubbelbesluit van 1979 een belangrijke rol in de debatten over het al of niet plaatsen van kruisraketten. Hij verdedigde de CDA-lijn van 'ja, mits' (voor plaatsing, maar onder voorwaarden).
Frinking eindigde zijn politieke loopbaan als staatssecretaris van Defensie in het derde kabinet-Lubbers.
Frinking overleed in 2022 op 91-jarige leeftijd.

## Onderscheidingen
Bij Koninklijk besluit van 30 april 1980 no. 3 werd aan hem de Inhuldigingsmedaille 1980 toegekend.
- Parlement.com: vg09llignjpf